# Beep Media Player
Beep Media Player (BMP) ist ein grafischer, freier Audioplayer für unixartige Betriebssysteme. Abhängig von den installierten Plugins kann er alle gängigen Audioformate abspielen. Die Anwendung kann ebenfalls die klassischen Skins von Winamp benutzen.
Es hat eine GTK+2-basierte graphische Benutzeroberfläche.

## Geschichte

Stammbaum der XMMS-Abkömmlinge mit Zeitstrahl

Das Projekt wurde im Herbst 2003 von Milosz Derezynski („deadchip“) von dem GTK1-basierten XMMS abgespalten; Version 0.9.6 erschien am 24. Dezember. Der Player wurde von Beep in Beep Media Player umbenannt, um Verwechslungen mit dem Unix-Programm Beep zu verhindern, das den internen Systemlautsprecher ansteuert.
Die Entwicklung wurde zugunsten von einem Nachfolger mit dem Codenamen „BMPx“ eingestellt.
BMPx wurde zu 95 % in C++ neu geschrieben und setzt auf die Version 2.8 von GTK+ auf. Es wird die Bibliothek GStreamer (≥0.10.4) als Backend verwendet. BMPx unterstützt gegenüber BMP unter anderem D-Bus und eine eigene Medienbibliothek zur Verwaltung der Audiodateien.
Mit Audacious entstand eine weitere Abspaltung des Beep Media Players, die das ursprüngliche Konzept weiterführt.